# Рафаель Рейвенскрофт
Рафаель Рейвенскрофт (4 червня 1954 – 19 жовтня 2014) Британський музикант та композитор.

## Ранні роки
Місце народження однозначно не відоме, проте за даними Індексу народжуваності Британії та Вельсу повідомлений Сток-он-Трент. Рафаель був старшим сином Трентора Рейвенкрофта, автора окультної книги 1972 року "Спис долі" (The Spear of Destiny), та провів свою молодість Дамфрісі, де жив його батько.

## Кар'єра

### Геррі Раферті та "Бейкер Стріт"
В січні 1978 року, Шотландський співак-музикант Джеррі Рафферті випустив першу сольну роботу від 1972 року та перший сольний матеріал після розпаду групи  Stealers Wheel в 1975. Як вільного музиканта, Рейвенскрофта запросили зіграти партію саксофона в альбомі "Місто до міста" City to City (1978). Його внесок становив риф для саксофона у найвідомішій пісні альбому - "Бейкер Стріт", надалі ця пісня стала визначальною у кар'єрі музиканта. Пісня стала міжнародним хітом, посідаючи 3 місце в чартах Великої Британії, та 2 місце - в США. "Baker Street" до 2010 року отримала 5 млн ейрплеїв по всьому світу. Альбом "Місто до міста" досяг 1 місця в чартах альбомів в США та став платиновим. В Британії альбом посідає 6 місце та має статус золотого.
Рейвенскрофт повідомив у The One Show, БіБіСі у 2010, що він заплатив всього £27.50 за сесію запису "Бейкер Стріт".  for the "Baker Street" session, яка була в рейтингу Musicians' Union в той час. Було повідомлено (неправдиво) що адвокати Рейвенскрофта зберігають цей чек, та він приносить близько £80,000 преміальних за рік.
Партію саксофона в "Бейкер стріт" описують як "найбільш знамените соло на саксофоні всіх часів", "найбільш впізнаваний риф саксофона в історії поп-музики", та "один з найбільш упізнаваних соло саксофона всіх часів".
В інтерв'ю на радіо 2011 року, Рtйвенскрофт зазначив, що його власне виконання соло роздратувало його. "Я невдоволений, тому що воно розстроєне" сказав він. "Інструмент налаштований в такому спектрі, що дратує мене максимально". Райвенскрофт часто відмовлявся від своєї участі у записі "Бейкер Стріт" під час інтерв'ю. Останній раз, коли він грав "Бейкер Стріт" відбувся влітку 2014 року, коли він організовував благодійний гала концерт в Ексетері для Ніколь Гартап, 12-річної школярки, яка померла восени.
Рейвенскрофт працював із Рафферті з 1977 по 1982 роки. Окрім роботи в альбомі "Місто до міста" (City to City) він брав участь у записах двох наступних альбомів Рафферті - "Нічна сова" (Night Owl (1979)) в якій він виконував партію лірікона (lyricon) в титульному треку, та в наступному альбомі "Змії та сходи" (Snakes and Ladders (1980)).
В 2011, він записав триб"ют в пам'ять Джеррі Рафферті під назвою "Прощення", в якому поєднав звучання сакфокона з голосами хору Tenebrae, номінованого на премію Греммі.
В той час як Рейвенскрофтові приписане авторство в створенні рифу до "Бейкер Стріт", слід згадати про вихід майже ідентичного рифу на 10 років раніше - трек "Половина серця" Стіва Маркуса (Steve Marcus) у 1968 році. Геррі Бертон (Gary Burton), друг Маркуса в музичному середовищі, сказав що Рейвенскрофт мав чути "Половину серця" до відтворення її в "Бейкеро Стріт". Ранні демо-записи "Бейкер Стріт" мали ідентичний приспів, зіграний Рафферті на гітарі, які були записані до приходу Рафферті в команду для запису пісні, що також свідчить про те, що Рафферті не міг бути автором мелодії.

### Інші роботи
Після його прориву з "Бейкер Стріт" він продовжив грати з Пінк Флойд (The Final Cut, 1983), АББА та Марвіном Геєм. Інші виконання Рейвенскрофта включають роботу з гуртами та виконавцями America, Maxine Nightingale, Daft Punk, Kim Carnes, Mike Oldfield, Chris Rea, Robert Plant, Brand X, Hazel O'Connor та Бонні Тайлер. У 1979 році він випустив сольний альбом "ЇЇ батько мене не любить", "Всеодно" (CBS Portrait JR 35683). У 1983, Рейвенскрофт випустив трек "Maxine" який  отримав ейрплей, але високих позицій в чартах не досяг. У 1987, він був зарахований разом з Max Early and Johnny Patrick до роботи над новою темою для мильної опери центрального телебачення - Перехресні стежки(Crossroads).[джерело?]
У 2010, Рейвенскрофт працював над альбомами і давав концерти разом з Duffy, Mary Hopkin and Jamie Hartman. В 201-2012 роках, Райвенскрофт брав участь у записі альбому "Пропеллер" виконавця Grice.
Рейвенскрофт написав кілька книжок про техніку гри на саксофоні, враховуючи книгу The Complete Saxophone Player (1990).
У 2012 році, Райвенскрофт створював музику для серії фільмів фотографа Don McCullin та, впродовж 2011-2012 років, писав музику під рекламні кампанії по всьому світу. Влітку 2012 року він взяв перерву від творчої діяльності, у зв'язку із хворобою та повернувся до Девона. 
У 2014 Рейвенскрофт поїхав до Бельгії та заснував музичний проект за участю саксофоністів при підтримці компанії Adolphe Sax & Cie.

## Особисте життя та смерть
За своє життя Рейвенскрофт одружувався та розводився тричі, розійшовшись зі своєю третьою дружиною у 2009. Його донька, Скарлетт Рейвен стала мисткинею. Рейвенскрофт помер 19 жовтня 2014 року в Королівському Девонському госпіталі, у віці 60 років від серцевого нападу. 